# البلوطية (بانياس)
البلوطية قرية سورية في ناحية قرى مركز بانياس في منطقة بانياس التابعة لمحافظة طرطوس.